# XIIe législature de la Chambre des députés (Tunisie)
XIIe législature
XIe CdD IIe ANC
Palais du Bardo
La XIIe législature de la Chambre tunisienne des députés est une législature ouverte le 11 novembre 2009 et close le 9 février 2011 en vertu d'une loi votée par la Chambre des députés et la Chambre des conseillers à la suite de la révolution de 2011.

## Composition de l'exécutif
- Présidents de la République : 
  - Zine el-Abidine Ben Ali, réélu le 25 octobre 2009 et renversé par le peuple le 14 janvier 2011 ;
  - Fouad Mebazaa, par intérim à partir du 15 janvier 2011 ;
- Premier ministre :
  - Mohamed Ghannouchi

## Composition de la Chambre des députés

### Répartition par sexe
La Chambre des députés compte 27,57 % de femmes (59) et 72,43 % d'hommes (155).

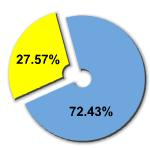
Répartition des députés selon le sexe.

### Répartition par âge
- 21 à 30 ans : 6 ;
- 31 à 40 ans : 23 ;
- 41 à 50 ans : 59 ;
- 51 à 60 ans : 96 ;
- 61 à 70 ans : 25 ;
- Plus de 70 ans : 5[1].

### Répartition par profession
- Enseignement : 66 ;
- Fonction publique et administration locale : 46 ;
- Médecin ou dentiste : 26 ;
- Architecte, géomètre ou ingénieur : 26 ;
- Finance, gestion ou affaires : 18 ;
- Juristes : 16 ;
- Journalisme, audiovisuel et médias : 12 ;
- Autres : 4[1].

### Groupes politiques
| Rassemblement constitutionnel démocratique (RCD)     | 161 |
| Mouvement des démocrates socialistes (MDS)           | 16  |
| Parti de l'unité populaire (PUP)                     | 12  |
| Union démocratique unioniste (UDU)                   | 9   |
| Parti social-libéral (PSL)                           | 8   |
| Parti des verts pour le progrès (PVP)                | 6   |
| Mouvement Ettajdid                                   | 2   |
| Sources : Élections 2009 et Union interparlementaire |     |

### Bureau
- Fouad Mebazaa, président
- Sahbi Karoui, premier vice-président
- Habiba Mosaabi, deuxième vice-présidente

## Séances

### Première séance
La première séance[Quand ?] de la Chambre des députés est présidée par le député le plus âgé et les deux benjamins, dont Mohamed Sakhr El Materi. Les députés élisent leur président ainsi que les deux vice-présidents. Fouad Mebazaa est alors réélu en qualité de président, alors que Sahbi Karoui et Habiba Mosaabi sont élus vice-présidents.

### Deuxième et troisième séances
Lors de la deuxième séance[Quand ?], la chambre élit les membres de la commission chargée d'étudier le projet de budget de l'État. Le 12 novembre 2009, le président de la République, Zine el-Abidine Ben Ali, prête serment.

### Quatrième et cinquième séances
Lors de la quatrième séance[Quand ?], la Chambre des députés commence l'étude du projet économique et du budget 2010. Le Premier ministre Mohamed Ghannouchi est présent lors de cette séance et donne plus de détails. Pendant la cinquième séance[Quand ?], les députés discutent des projets concernant la présidence de la République, avec l'aide du ministre auprès du président de la République. Le dernier sujet étudié est celui des projets concernant les ministères de l'Intérieur, de la Défense, des Affaires étrangères, de la Communication et des Relations avec le parlement.

### Sixième et septième séances
Lors des sixième et septième séances[Quand ?], les députés continuent d'examiner les projets concernant les ministères de la Justice, des Finances et des Affaires religieuses, avec la présence du secrétaire général du gouvernement.

### Dernière séance
Lors de la dernière séance[Quand ?], la Chambre des députés examine le projet de loi autorisant le président de la République par intérim, Fouad Mebazaa, à gouverner par décrets-lois ; les députés du Rassemblement constitutionnel démocratique ne sont pas présents. La Chambre des députés est finalement dissoute le 9 février 2011.

## Gouvernements
- Gouvernement Ghannouchi I
- Gouvernement Ghannouchi II